# Бринон, Жан-Шарль де Сен-Нектер
Жан-Шарль де Сен-Нектер (Сентер) (фр. Jean-Charles de Saint-Nectaire (Senneterre); 1608 — 11 ноября 1696, Ленвиль-ан-Вексен), граф де Бринон — французский генерал.

## Биография
Третий сын Жака II де Сен-Нектера (ум. после 1621), барона де Грольера, Бринона и Сен-Виктура, и Франсуазы д’Апшон.
8 мая 1653 заключил соглашение со своим братом.
Начал службу под командованием своего родственника маркиза де Лаферте-Сентера, находился при взятии Муайянвика (1631), осадах Трира (1632) и Нанси (1633), участвовал в битве при Авене (1635), отвоевании Корби (1636), осадах Эдена (1639), Арраса (1640), Эра, Ла-Басе и Бапома (1641), взятии фортов Мориль и Руж под Кале (1642), битве при Рокруа и осадах Тьонвиля и Сирка (1643).
1 марта 1646 получил роту в кавалерийском полку Лаферте-Сентера, в кампанию того года служил при осаде Лонви. Кампмейстер пехотного полка своего имени, после отставки графа де Ламберти (3.01.1647). Несколько лет командовал этим полком в Лотарингии. Патентом 30 августа 1650 набрал роту шеволежеров.
Кампмаршал (4.06.1651), стал королевским наместником в Нанси и получил командование в Лотарингии в отсутствие маршала Лаферте. Патентом от 25 сентября набрал иностранный кавалерийский полк. 26 июля 1653, через семь дней после открытия траншеи принудил к капитуляции Коммерси. Командовал в Лотарингии до подписания Пиренейского мира, после чего сложил должность наместника Нанси. Распустил свои полки 20 июля 1660, после чего оставил службу.

## Семья
Жена (2.02.1634): Маргерит де Бов (ум. 1.05.1701), единственная дочь Тимолеона де Бова, барона де Контенана, сеньора де Ленвиля, и Анн, бастарды де Бетюн-Рони
Дети:
- Анри (10.10.1663—1665)
- Шарль-Франсуа
- Анри (1667—1.04.1746), граф де Бринон
- Луиза-Мадлен
- Анн-Мари-Мадлен (1673—2.06.1716), умерла от оспы. Муж (контракт 21.02.1696): Пьер-Жильбер Кольбер (1671—1733), маркиз де Вилласерф, первый дворцовый распорядитель дофины